# Vlado Petković
Vlado Petković (in serbo Владо Петковић?; Kraljevo, 6 gennaio 1983) è un pallavolista serbo.
Gioca nel ruolo di palleggiatore nella Stella Rossa.

## Carriera
Inizia a giocare a pallavolo nella squadra della sua città natale, il Ribnica, per poi passare nel 2002 alla Stella Rossa di Belgrado, con cui vince il campionato di Serbia e Montenegro alla sua prima stagione. Nel 2005 passa alla Vojvodina con cui vince il campionato nel 2007 e ottiene due secondi posti nel 2006 e nel 2009. La stagione 2009-2010 la trascorre in Corea del Sud, nella squadra della capitale Seul del Woory Capital, per poi passare agli sloveni del Volley Bled la stagione successiva, con cui vince campionato, coppa nazionale e Middle European League. Nel 2011-12 gioca con la squadra italiana dell'Umbria Volley San Giustino in Serie A1, mentre nel 2012 si trasferisce al Kalleh Mazandaran Volleyball Club, in Iran.
Con la nazionale serba conquista la medaglia d'oro agli Europei 2011.

## Palmarès

### Club
- Campionato serbo-montenegrino: 1

2002-03
- Campionato serbo: 1

2006-07
- Campionato sloveno: 1

2010-11
- Campionato iraniano: 1

2012-13
- Campionato greco: 1

2016-17
- Campionato libanese maschile: 1

2017-18
- Coppa di Slovenia: 1

2010
- Middle European League: 1

2010-11
- Campionato asiatico per club: 1

2013

## Premi individuali
- 2013 - Campionato asiatico per club: Miglior palleggiatore